# 岩田有弘
岩田 有弘（いわた ありひろ、1979年10月30日 - ）は、日本の俳優。東京都出身。

## 人物・来歴
東京農業大学醸造学科在学中、2001年『冷静と情熱のあいだ』で俳優デビュー。同年『エンターテインメント風集団秘密兵器』を旗揚げ。
2010年、東京FM協力、演劇祭「東京シアターゲート」FINALで優勝。
2013年8月22日付、赤坂BLITZにて劇団『大人の麦茶』に正式に入団。
舞台を中心に、テレビドラマ、CM、映画に出演し、舞台では脚本、演出も手がける。
2015年6月、芸能事務所ドルチェスターを退社。
2015年12月、舞台プロデュースユニット『銀岩塩』結成。代表。下北沢小劇場の申し子と称される。
2017年11月「牙狼」初の舞台化をプロデュースする。2019年1月　舞台「牙狼＜GARO＞」シリーズ化。ドラマ「神ノ牙-JINGA-」とリンク舞台作品を発表。
2018年10月　株式会社ISIプロダクション設立　代表取締役就任。
2019年9月　銀岩塩オリジナル舞台作品「ABSO-METAL」を発表。
2022年3月　株式会社ISIプロダクション　ホームページ開設　

## 主な出演・活動

### 舞台
- エンターテインメント風集団秘密兵器『MISSION IN POSITIVE』@下北沢「劇」小劇場（2002年〜2019年) 年1回公演
- 役者による世界初の即興芝居リーグ『アクトリーグ』（2008年〜2010年）
- 劇団BOOGIE★WOOGIE『リビング★デッド』@ニッポン放送イマジンスタジオ （2011年） - 神部修平 役
- 劇団BOOGIE★WOOGIE『BW☆VS』@ウッディシアター中目黒 （2012年）
- 大人の麦茶『BB〜BUMPY BUDDY〜』@紀伊國屋サザンシアター（2012年） - 明智大輔 役
- 大人の麦茶『多摩多摩迷子』@下北沢Geki地下Liberty（2012年） - 国重誠 役
- 東京ヴォードヴィルショー大森ヒロシプロデュースvol.3 『あおげば』@中野テアトルBONBON （2012年） - 星木翔太 役
- 大人の麦茶『ベッドにもなるソファー』@ 下北沢Geki地下Liberty（2013年） - 金田理人 役
- 大人の麦茶×ゲキハロ『ごがくゆう』@紀伊國屋サザンシアター（2013年） - イタチ 役
- 大人の麦茶『ゆびに のこる かおり』@新宿 紀伊國屋ホール（2013年11月29日〜12月8日） - 竹本忠彦 役
- 帝都華宵歌劇【第四幕】『花の色はうつるけど』@ 赤坂BLITZ（2014年1月26日） - 若松悌二郎役
- 大人の麦茶の朗読の時間『DAY IN A SUN〜一日だけ日の目を見る日〜』@新宿 紀伊國屋ホール（2014年4月4日〜8日） - フジオ役
- 更地10@ 下北沢シアター711（2014年5月27日 〜6月3日）
- MAS☆同窓会『ミラクル☆即興☆パーティー』@ザ・スズナリ（6月24日）
- 激嬢ユニットバス旗揚げ公演『甘い足どり』@APOCシアター（2014年7月31日〜8月10日） - 六田学役
- 大人の麦茶『認めてどうしても欲しくて』@ 下北沢Geki地下Liberty（2015年3月10日〜22日） - 主演 石田真人役
- 舞台『殺人鬼フジコの衝動』@ 新宿全労済ホール スペース・ゼロ（2015年4月15日〜19日） - 英樹役
- 更地11@ 下北沢シアター711（2015年8月4日〜9日）
- 銀岩塩vol.1 「ジアースアートネオライン神聖創造物」〜その老人は誰よりも若かった〜@ 本多劇場（2015年12月30日〜2016年1月3日） - 工藤宗道役
- 舞台『龍狼伝 第二章』@ シアター1010（2016年4月6日〜10日）-関羽役
- 大人の麦茶『その贈りものの酒は封が開いていた』@下北沢ザ・スズナリ（2016年5月11日〜15日）-大滝洋平役
- yuh KAMIKIプロデュース『ナリユキ12』@大塚レ・サマースタジオ（2016年6月6日）
- 大人の麦茶 大人の番外公演『ドキドキしたい』@浅草リトルシアター（2016年6月30日）-日替わりゲスト
- 大森カンパニープロデュース『いじはり』@小劇場B1（2016年11月9日〜16日）-小佐野透役
- O-keyプロデュース『サヨナラLOVER〜再縁〜』@シアターブラッツ（2016年12月15日〜20日）-志賀タケル役
- 錦織激団第6回公演『愛しのジャスティス』@中目黒キンケロ・シアター（2017年2月1日〜5日）-やま役(青ジャスティス)
- 大人の麦茶第23杯目公演『おしり筋肉痛』（2017年4月19日〜23日、@下北沢ザ・スズナリ） -新宮之一役
- 大森カンパニープロデュース『更地13』(2017年10月3日-9日、小劇場B1)
- 銀岩塩 vol.2 LIVE ENTERTAINMENT「牙狼＜GARO＞ -神ノ牙 覚醒-」[6]。（2017年11月29日〜12月3日、スペース・ゼロ） -御堂寺隼人(ミドウジ)役
- 大人の麦茶第24杯目公演 第28回下北沢演劇祭参加作品「いやですだめですいけません」（2018年2月2日〜12日、下北沢「劇」小劇場） -成田敬 / SOUICHIROU TANABE / 西山健一 役
- 伊藤教人プロデュース公演ゴリズム「アイケン」（2018年3月1日〜4日、上野ストアハウス） -清水(愛川ケンヤのマネージャー)役
- 大人の麦茶第25杯目公演「おしり筋肉痛」〜めっちゃまわるよ 運動した後だし〜（2018年8月22日〜27日、下北沢ザ・スズナリ） -新宮之一役
- 大森カンパニープロデュース人情喜劇シリーズ第7弾『いじはり』(2018年11月7日〜20日、小劇場B1)
- 銀岩塩『神ノ牙-JINGA-転生』～消えるのは俺じゃない、世界だ。～（2019年1月5日〜14日、@天王洲銀河劇場） -ミドウジ役[4]
- 「三山ひろし歌謡劇場」～ひろしとヒロシの絆。歌と喜劇を青山で～（2019年2月9日〜11日、草月ホール） -テツ役
- 大人の麦茶 第26杯目公演「おもったことは、なかったです」（2019年5月29日〜6月3日、下北沢ザ・スズナリ） -水落夕役
- 銀岩塩vol.4 FUSIONICAL STAGE「ABSO-METAL」〜価値×時間＝幸せのメダル〜（2019年9月4日〜8日、スペース・ゼロ） -ローク役[5][7]
- 大森カンパニープロデュース人情喜劇シリーズvol.9『いきどおり』（2019年11月27日〜12月4日、小劇場B1） -野島慎治役
- 大人の麦茶 第27杯目公演「やっと味がする。」（2020年1月22日〜29日、下北沢ザ・スズナリ） -主演・渋江十五役
- 銀岩塩SATELLITE『想紅 オモイクレナイ』（2020年10月14日-18日、小劇場B1）-會ノ本渉役
- 大森カンパニープロデュース人情喜劇シリーズvol.10『いつかの宴』（2020年11月20日〜29日、小劇場B1）-左門（芝田豊作）役
- 銀岩塩vol.5 FUSIONICAL STAGE「ABSO-METAL2 〜群盲の逆襲〜」（2021年2月10日〜14日、スペース・ゼロ）-ローク役[8][9]
- 大人の麦茶第28杯目公演『お後がよろしくありますように』（2021年4月14日〜25日、下北沢ザ・スズナリ）-明智大輔役
- 銀岩塩vol.4-5 FUSIONICAL STAGE「ABSO-METAL-黎明-」（2021年10月16日〜24日、新宿村LIVE）-ローク役[10]
- エンターテインメント風集団秘密兵器『さやえんどう』（2021年12月28日〜30日、 新宿シアタートップス）主演・遠藤実役[11][12]
- 大人の麦茶 第29杯目公演『おしり筋肉痛リノベーテッド』（2022年4月6日〜17日、下北沢ザ・スズナリ）-木田十一役
- 銀岩塩×猫のひたいほどワイドREADING STAGE『土砂降りの森よおしえて僕の膝に住んでいた銀色の猫のゆくえ』(2022年11月3日〜6日、県民共済みらいホール)-僕のおじさん役
- エンターテインメント風集団秘密兵器Gorgeous Attack『おちゃのま』（2022年12月27日〜30日、新宿シアタートップス）-虎屋洒水役
- 大人の麦茶 第30杯目公演『I was today years old.』（2023年5月13日〜23日、下北沢ザ・スズナリ）-大友裕一郎役
- 『ナリユキ12』@木星劇場(2023年10月15日)
- 大森カンパニープロデュース人情喜劇シリーズvol.13『トコトン、いじはり』（2023年12月1日〜10日、小劇場B1）-小佐野透役
- 大人の麦茶　第30.5杯目公演「すいません、どうかしてました。」（2024年1月12日〜17日、新宿シアタートップス）

日）-柿本龍太郎役
- 大人の麦茶 第31杯目公演 ラストオーダー『ネムレナイト』（2024年4月10日〜21日、下北沢ザ・スズナリ）-春日部昇役

### 映画・Vシネマ
- 冷静と情熱のあいだ（2001年、監督：中江功）
- 日本沈没（2006年、監督：樋口真嗣）
- 地下鉄に乗って（2006年、監督：篠原哲雄）
- 20世紀少年 最終章ぼくらの旗（2009年、監督：堤幸彦）
- カイジ人生逆転ゲーム（2009年、監督：佐藤東弥）
- 戦慄ショートショート コワバナ 恐噺 死者の指定席（OV、2011年、監督：横山一洋）
- ガッチャマン（2013年） - ISO係員 役
- 「SAi」(2017年 監督:水野博章)-主演 大槻洋二役
- 「Count」(2021年　監督：水野博章)-医者：渡良瀬拓海役

### TV
- ウルトラマンコスモス 第56話（2002年、MBS） - ケン 役
- 君が想い出になる前に 第7話 （2004年、フジテレビ）
- めぞん一刻（2008年、テレビ朝日）
- 腐女子デカ（2008年、テレビ朝日） - 沖田ソウスケ役
- 世にも奇妙な物語2009秋SP（2009年、フジテレビ）
- コンカツ・リカツ 第5話 （2009年、NHK）
- 中居正広の金曜日のスマたちへ・TBSアナ駒田健吾シリーズ（2010年、TBS） - 駒田健吾 役
- 黒い報告書（2012年、BSジャパン）
- カラダはみんな生きている（2012年、NHK　Eテレ・NHKワンセグ2）
- 牙狼-GARO- 〜闇を照らす者〜 第1話（2013年、テレビ東京） - 新郎 役
- 人生が変わる1分間の深イイ話（2013年、日本テレビ）
- 行列のできる法律相談所（2011年〜2016年、日本テレビ）
- 衝撃ゴウライガン!! 第2話（2013年10月11日、テレビ東京）
- 殺しの女王蜂 第3話（2013年10月18日、テレビ東京）
- 世界に誇る50人の日本人 成功の遺伝史 （2013年12月30日、日本テレビ）- HIDEBOH役
- 牙狼-GARO- -魔戒ノ花- 第3話（2014年4月18日、テレビ東京） - ツカサ 役
- 「理想の住まいとは？〜建築家と辿る空間の旅〜」（2015年1月17日、BS-TBS）
- オトナヘノベル「あきらめない！復活バレーボール部」（2016年11月17日、NHK Eテレ）- 顧問 役
- 神ノ牙-JINGA-（2018年、TOKYO MX・BS11・ファミリー劇場） - ルミド 役
- 華衛士F8ABA6ジサリス第二話「はいきょに咲く花」(2023年、YouTubeGGECHANNEL)コマンダーレッド役
- 考察ミステリードラマ「意味が分かると怖い配信停止になった婚活ドキュメンタリー」全6話-江原智樹役（2023年、テレビ朝日）

### CM
- NTTコミュニケーションズ （ドットフォンパーソナルV編）
- SANYO『CR海物語スペシャル』（加山雄三編）
- ブラザー工業『ジャスティオ』ジャスティ男7グリーン
- ハウス食品『スープカリー匠』
- ファミリーマート『地産で地食へ』
- Hachette『かぎ針あみ』
- GREE『ガンダムマスターズ』（合コン編）
- 積水ハウス『父の後悔編』
- モブキャスト『モバサカ』（アルシンド編）
- 大鵬薬品『ソルマック』（一本締め編）
- 株式会社ポケモン『ポケモンカードゲームXY』
- ジョンソン・エンド・ジョンソン『まずは眼科へ！feel アキュビュー® キャンペーン』瞳も気分も軽く篇
- ガスター10『胸やけで眠れない』篇　 ガスター10『酸っぱいものが上がってくる』篇
- 明治プロビオヨーグルトPA-3『食前』編『食後』編

### 携帯ドラマ
- REPLAY & DESTROY 第2話（2011年、監督：飯塚健）

### スチール
- コートヤードマリオット東武銀座ホテル
- ゼクシィ
- イクスピアリ
- NTTコミュニケーションズ『CoDen』
- テプコひかり
- リクルートキャリア
- 洋服の青山
- 駅ぴあ
- スーモ
- カーセンサー
- 東京ウォーカー
- SPA

### イベント
- 大人の麦茶『ごがくゆう同窓会』@赤坂BLITZ
- 野村不動産『プラウド大感謝祭2013』
- au『節電話のススメ』
- au『CSアワード2009』